# Municipio de Eureka (Nebraska)
El municipio de Eureka (en inglés: Eureka Township) es un municipio ubicado en el condado de Valley en el estado estadounidense de Nebraska. En el año 2010 tenía una población de 61 habitantes y una densidad poblacional de 0,66 personas por km².

## Geografía
El municipio de Eureka se encuentra ubicado en las coordenadas 41°41′51″N 99°9′16″O / 41.69750, -99.15444. Según la Oficina del Censo de los Estados Unidos, el municipio tiene una superficie total de 92.02 km², de la cual 92,02 km² corresponden a tierra firme y (0 %) 0 km² es agua.

## Demografía
Según el censo de 2010, había 61 personas residiendo en el municipio de Eureka. La densidad de población era de 0,66 hab./km². De los 61 habitantes, el municipio de Eureka estaba compuesto por el 100 % blancos. Del total de la población el 0 % eran hispanos o latinos de cualquier raza.